# Покшивниця (Сьремський повіт)
Покшивниця (пол. Pokrzywnica, нім. Nesselrode) — село в Польщі, у гміні Дольськ Сьремського повіту Великопольського воєводства.
Населення — 90 осіб (2011).
У 1975-1998 роках село належало до Познанського воєводства.

## Демографія
Демографічна структура станом на 31 березня 2011 року:
|          | Загалом | Допрацездатний вік | Працездатний вік | Постпрацездатний вік |
| -------- | ------- | ------------------ | ---------------- | -------------------- |
| Чоловіки | 40      | 7                  | 32               | 1                    |
| Жінки    | 50      | 13                 | 30               | 7                    |
| Разом    | 90      | 20                 | 62               | 8                    |